# لورن ترزیف
لورن ترزیف (فرانسوی: Laurent Terzieff‎; ۲۷ ژوئن ۱۹۳۵ – ۲ ژوئیهٔ ۲۰۱۰) بازیگر اهل فرانسه بود.

## فیلم‌شناسی
- زمستان ۵۴، ابه پیر
- صحرای تاتارها
- مده‌آ
- کارآگاه
- راه شیری
- ژرمینال
- هفت گناه کبیره
- دانونزیو
- دون بوسکو
- جنایت‌های شخصی
- دست‌نویس شاهزاده
- ستاره باله
- لارگو وینچ ۲
- موسی قانون‌گذار